# Palpibracus pilosus
Palpibracus pilosus är en tvåvingeart som först beskrevs av Macquart 1851.  Palpibracus pilosus ingår i släktet Palpibracus och familjen husflugor. Inga underarter finns listade i Catalogue of Life.